# Suraj Jagan

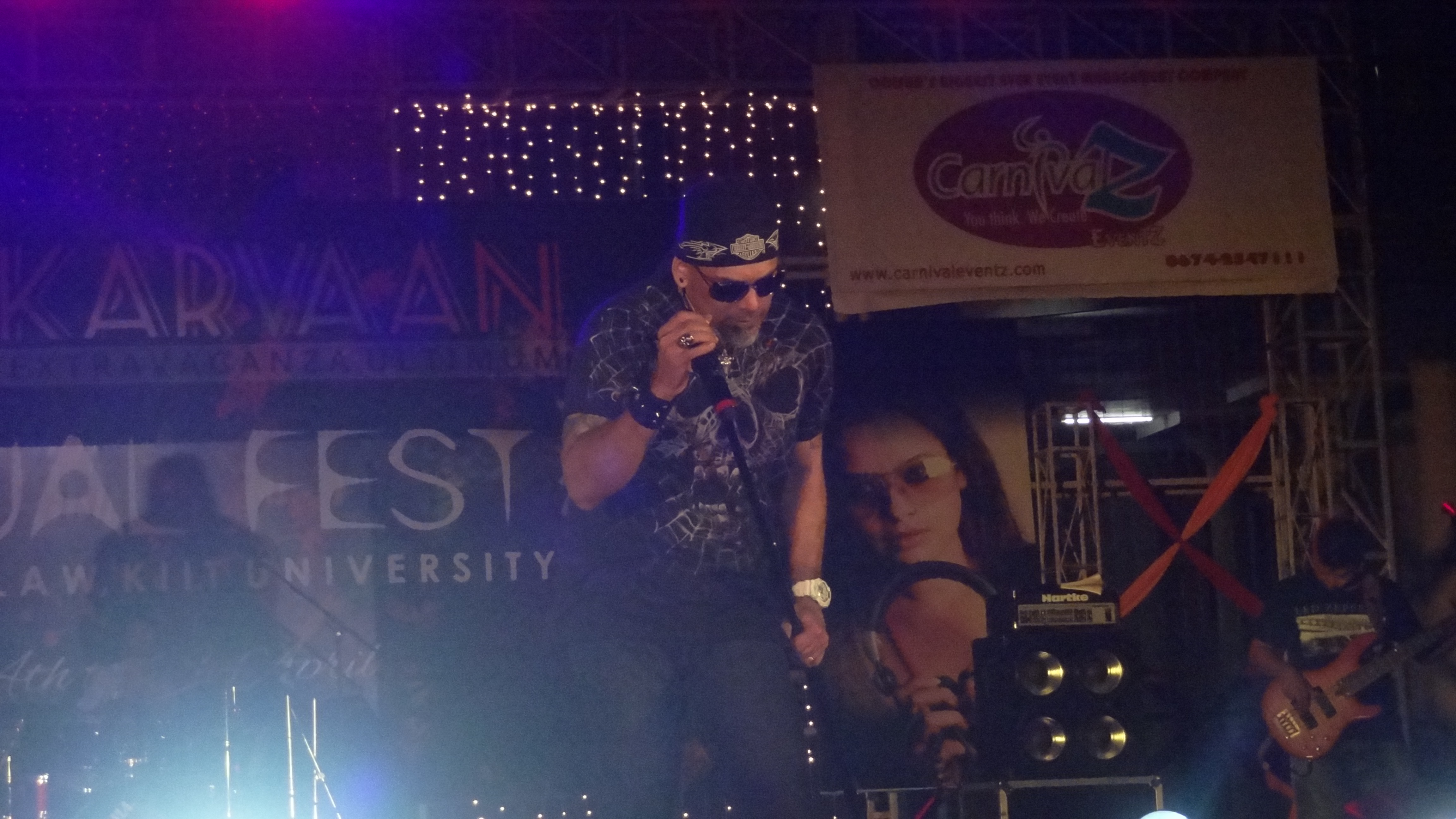
Suraj Jagan

Suraj Jagan (n. Thrissur, Kerala; 11 de mayo de 1967) es un cantante de playback indio. Conocido por su tema musical de éxito titulado "Give Me Some Sunshine", que fue interpretada para los galardonados de una película titulada "3 Idiots". Esta canción ha recibió el premio "Best Emerging Male Performer", en la entrega de los Premios "Max Stardust". Su carrera como cantante de Jagan, se inició en 1990 y ha incursionado tanto en su trabajo como solista y como testaferro de una banda de rock llamada Dream Out Loud. También ha trabajado en campañas de publicidad y en  Bollywood, se dedicó como cantante de playback, además actuó en producciones teatrales e interpretó un personaje actuando en la película de Bollywood titulada Rock On!! & "Hunterrr".

## Listas de pistas musicales en el Bollywood
- Ishq-E-Fillum (2015) : "Shamitabh"
- Kar Ja Re Ya Mar Ja Re Tu (2013) ABCD: Any Body Can Dance
- Ganapati bapa mauriya (2013) Iddarammayilatho (Cine télugu)
- Tu hi tu (2012): Oh My God
- Vishwaroopam (2012): Vishwaroopam (Cine tamil)
- Pyaar ka Bukhar (2012): Challenge 2 (Cine de Bengala Occidental)
- Challenge nibi na sala (2012): Challenge 2 (Cine de Bengala Occidental)
- Pudikale Maamu (2012) : Neethaane En Ponvasantham (Cine tamil)
- Pankhida (2012) : Kevi Rite Jaish (Cine gujarati)
- Aafaton ke parinde (2012) : Ishaqzaade
- Dil Dhadkane do (2011) : Zindagi Na Milegi Dobara
- Jaa Chudail (2011) : Delhi Belly
- Chhoo Lee (2011) : Mujhse Fraaandship Karoge
- Fareeda (2011) : Shaitan
- Karma Is A Bitch (2011) : Shor in the City
- Akkad Bakkad (2011) : Bhindi Baazaar Inc.
- Koi Aa Raha Hai Paas Hai (2011) : Pyaar Ka Punchnama
- Dil Dil Hai (2011) : 7 Khoon Maaf
- Baby when you talk to me (2011) : Patiala House
- Will You Marry Me (2010 ): Turning 30
- I am Doggone crazy (2010) : Action Replayy
- Rang Daalein (2010) : Lafangey Parindey
- Sadka Kiya (2010) : I Hate Luv Storys
- Dil Khol Ke .. (2010) : We Are Family
- Tum bhi ho wahi (2010) : Kites
- Karthik calling Karthik - Theme Song (2010) : Karthik Calling Karthik
- Rang de (2010) : My Name Is Khan
- Maula (2010) : Hide & Seek
- Hide & Seek (2010) : Hide & Seek
- Give Me Some Sunshine ( 2009 ) : 3 Idiots
- Dil Kare (2009) : All the Best: Fun Begins
- Chatle Chalo ( 2009 ) : Toss
- Saanson Ka Rukna (2009) : Straight
- Humse Jo Churaiye Humko Hee (2009) : Straight
- Kya Hua Hoo Hoo (2009) : Straight
- Love Love Love (2009) : Straight
- Run Run Run (2009) : Straight
- Sooni Raah Pe] (2009) : The Stoneman Murders
- Zehereelay (2008) : Rock On!!
- Theme Song Hijack (2008) : Hijack
- Missing Sunday (2008) : Sunday
- I am a bad boy (2008) : Bhram
- Yeh Faasle ( remix) (2008) : Rama Rama Kya Hai Dramaaa
- No Big Deal (2008) : Money Hai Toh Honey Hai
- Zindagi (2007 - yet to be released) : Brides Wanted
- Hey Johnny (2007) : Johnny Gaddaar
- Dum Lagaa] (2007) : Dil Dosti Etc
- Hum Naujawan Hai (1999) : Pyaar Mein Kabhi Kabhi

## Lista de pistas musicales en el Tollywood
- Hare Hare Rama (2009): Maska
- Ganapathi Bappa (2013): Iddarammayilatho
- Nachaledu Maava Pichi Pichi College (2012):  Yeto Vellipoyindhi Manasu
- Ko Antey Koti (2012):  Ko Antey Koti

## Bandas
- 2011 : Back To My Future
- 2007 - 2009 : Dream out Loud ( DOL )
- 2006 : The Orchid Room Experiment
- 2003 : AFS
- 1997 - 1999 : Spyrals
- 1995 - 1997 : Chakraview
- 1993 - 1995 : Matchbox ( HongKong )
- 1989 - 1993 : Krysys

## Jingles
- You and I in this beautiful world
- Happy to help
- Triumph India
- Clovemint
- HDFC ( Moon Series )
- Close Up
- Addiction Deo
- Alto
- Onida
- Kinley
- Indiabulls
- Crizal
- Indian Overseas Bank

## Actuaciones en directo
- "Echoes-2013" at Indian Institute of Management, Kozhikode
- MNNIT - Allahabad, UP, India (Culrav - 2013)
- Tata Steel - Jamshedpur
- Mcleod & Russell - Assam
- HORIZON - RAIT, Navi Mumbai (2012)
- SP College - Mumbai
- Delhi College of Engineering - New Delhi
- Griet - Hyderabad
- Srcem - Lucknow
- Ultratech Cement - Hyderabad
- Mood Indigo ( IIT – Mumbai with Amit Trivedi )
- Microsoft – Goa
- Chandigarh Carnival
- Lovely Professional College - Jalandhar
- Bollywood Rock at Sutra - Bangalore
- Axis Awards - Mumbai
- Bosch Awards - Jaipur
- IIT Roorkee - Saharanpur Campus
- Heritage College - Kolkata
- Calcutta Medical College
- Umang (Narsee Monjee College of Commerce and Economics, Mumbai)
- Faculty of technology and engineering(MS University)-Vadodara
- IIT Bombay, Institute Cultural Night - Mumbai
- IIM Indore (Indian Institute of Management) 2011
- Jalpaiguri Govt. Engineering College, Jalpaiguri
- "Festember '12" National Institute Of Technology Tiruchirappalli, Tamil Nadu
- Arcidia'12 - Academy Of Technology (AOT), Adisaptagram, Kolkata
- Encore'12- Institute of Engineering & Technology (IET), Lucknow
- Ragam'12-National Institute Of Technology, Calicut, Kerala
- Horizons 2012-Ramrao Adik Institute of Technology(Navi Mumbai)
- Coloesseum 12-Govind Ballabh Pant Of Agriculture And Technology, Pantnagar, Uttrakhand
- SIT, Siliguri (Siliguri Institute Of Technology) 19-02-2012
- Sikkim Manipal Institute of Technology(KAALRAV'12)- 26/02/2012
- Orissa Engineering College, Bhubaneswar (Zephyr'12)-  20/05/2012
- Bhawani college of Technology, Rourkela (Mashian,12)- 15/08/2012
- National Institute of Technology, Durgapur (Recstacy'13)- 31/01/20130
- [SANGAMAM] MVSR engineering college Hyderabad-[22-02-12]
- PYROKINESIS: 24TH-FEB-2013, ASSAM ENGINEERING COLLEGE, GUWAHATI
- Impulse'13' : 14 de marzo de 2013, Muslim Association College of Engineering, Trivandrum, Kerala
- Karvaan 13' : 6 de abril de 2013, School of Law, KIIT University, Bhubaneswar, Odisha
- JavaOne 13': 8 de mayo de 2013, HICC , Hyderabad, Andhra Pradesh.
- Spring Spree'14: NIT Warangal, Andhra Pradesh. 22 de febrero de 2014[1][2]
- Refreshko 14': 18 de septiembre de 2014, Supreme Knowledge Foundation Group of Institutions, Hooghly, West Bengal.